# U 740
U 740 war ein deutsches Unterseeboot der Klasse (beziehungsweise des Typs) VII C, das von der Kriegsmarine während des Zweiten Weltkriegs im U-Boot-Krieg von 1943 bis 1944 im Atlantik eingesetzt wurde.

## Technische Daten
Der Typ VII C der U-Boot-Klasse VII war während des Zweiten Weltkriegs das meistgebaute U-Boot überhaupt. Es war konzipiert für den unabhängigen Einsatz im Atlantik. Das Boot hatte eine Verdrängung von 761 m³ über und 865 m³ unter Wasser, war 67,1 m lang und 6,2 m breit und hatte einen Tiefgang von 4,8 m. Die zwei 1400 PS starken Dieselmotoren erbrachten eine Überwassergeschwindigkeit von 17 kn. Unter Wasser wurde ein VII-C–Boot von zwei Elektromotoren (je 375 PS) angetrieben, die eine Geschwindigkeit von 7,6 kn ermöglichten.

## Kommandant
- 27. März 1943 – 9. Juni 1944

Günther Stark wurde am 1. Februar 1917 im Landkreis Preußisch Holland geboren und trat als Offiziersanwärter im Jahr 1936 in die Kriegsmarine ein. Er war somit Mitglied der Crew 36. Nach dem Abschluss der Ausbildung fuhr er zunächst als Wachoffizier auf dem U-Begleitschiff  Saar und absolvierte seine U-Bootausbildung im Dezember 1941. Bis zum Frühjahr 1943 diente Stark als Wachoffizier bei der 1. U-Flottille und übernahm nach dem U-Kommandantenlehrgang (Februar 1943) und der anschließenden Baubelehrung (März 1943) das Kommando auf U 740. Im Oktober desselben Jahres wurde Günther Stark zum Kapitänleutnant befördert und befehligte U 740 bis zu seinem Untergang am 9. Juni 1944.

## Einsätze
Bis März 1944 wurde U 740 bei der 8. U-Flottille als Ausbildungsboot eingesetzt. Es operierte in dieser Zeit größtenteils in der Ostsee. U 740 lief am 11. März 1944 aus Kiel aus und erreichte den Stützpunkt der 11. U-Flottille in Bergen drei Tage später. Von Bergen aus fuhr das Boot noch im selben Monat in das Operationsgebiet im Nordatlantik (westlich von Irland) aus und erreichte schließlich am 21. April den Stützpunkt der 1. U-Flottille in Brest. Am 1. April 1944 wurde U 740 der 1. U-Flottille unterstellt und bis zu seinem Verlust als Frontboot eingesetzt. Während seiner gesamten Einsatzzeit vermeldete U 740 keine Versenkungen.

## Versenkung
Zur Abwehr der Invasion wurde auf Anweisung des Führers der U-Boote West Hans-Rudolf Rösing die U-Bootgruppe Landwirt aus 36 Booten zusammengestellt, die am 6. Juni 1944 ausliefen. U 740 war Teil dieser Gruppe. Da das Boot nach dem Auslaufen keine Meldung mehr absetzte, gilt es als verschollen und wurde drei Tage später als Totalverlust deklariert. Zunächst wurde die Versenkung einer Liberator der 120. Squadron zugeschrieben, die am 9. Juni einen Angriff auf ein U-Boot im Bereich der Scilly-Inseln meldete.
Aktuelle Nachforschungen gehen mittlerweile davon aus, dass dieser Angriff jedoch keinem U-Boot galt. Weitere Attacken, die U 740 versenkt haben könnten, wären Angriffe einer Liberator der 53. Squadron oder einer der 224. Squadron am 7. Juni.